# Internationaler Geologenkongress

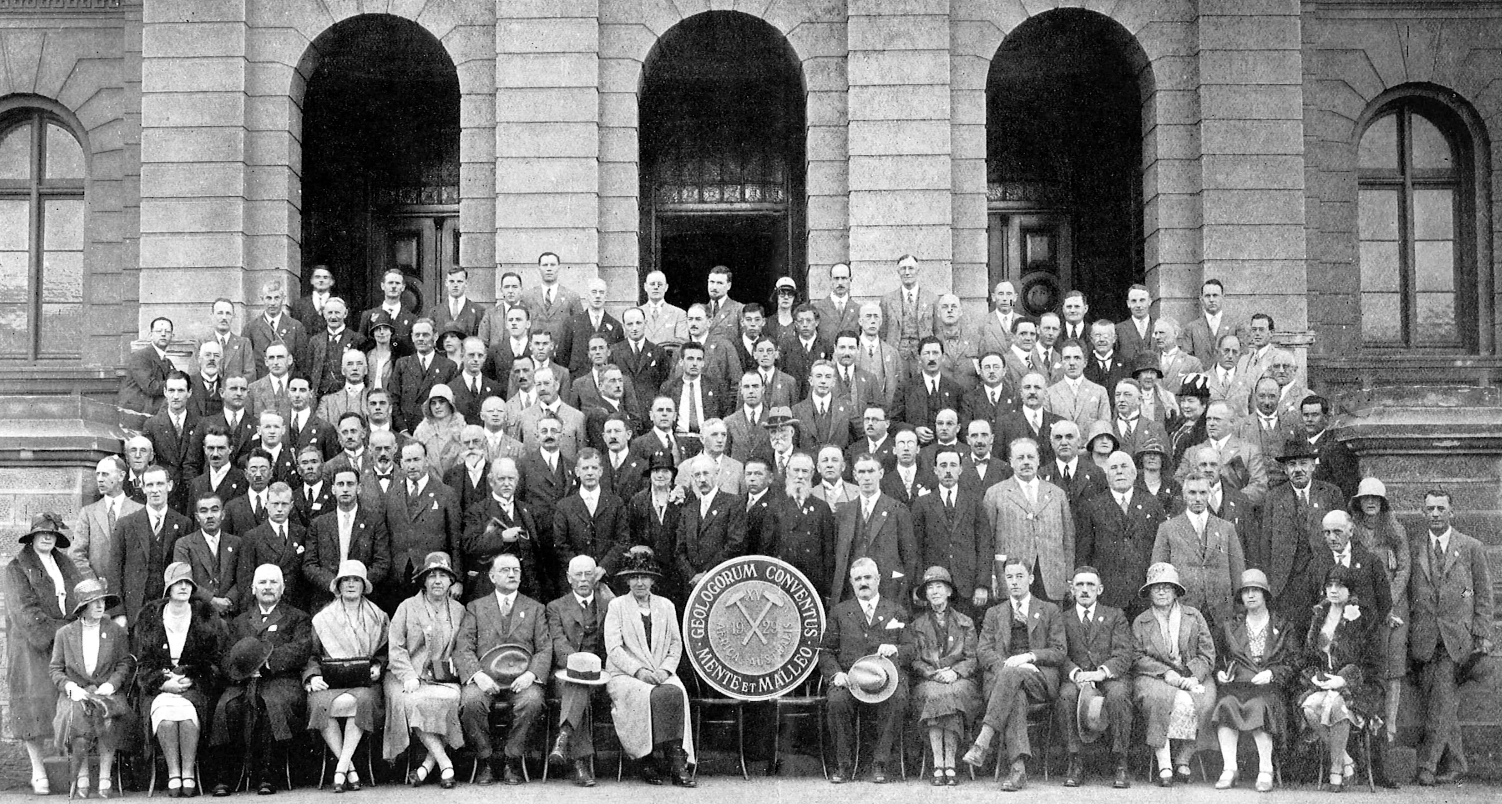
1929 Pretoria

Der Internationale Geologenkongress (International Geological Congress, IGC) ist ein seit 1878 stattfindender internationaler Kongress von Geologen, der alle drei bis fünf Jahre in wechselnden Ländern stattfindet und von den dortigen Geologen und geologischen Gesellschaften organisiert wird. Er ist eine Non-Profit-Organisation, die mit der International Union of Geological Sciences (IUGS) eng kooperiert.
Der Kongress geht auf die Initiative von James Hall zurück, der ein internationales Treffen nordamerikanischer und europäischer Kollegen für nötig hielt und 1875 in Philadelphia ein Gründungskomitee einrichtete, das an die französische Regierung herantrat, im Rahmen der Weltausstellung 1878 in Paris einen Geologenkongress zu veranstalten.
Ein weiterer wichtiger Initiator des Kongresses war Giovanni Capellini. Er bereiste 1863 Nordamerika, hatte dort zahlreiche Kontakte und Gespräche mit führenden Geowissenschaftlern. Hieraus entstand die Idee, ein internationales Forum zu bilden, um stratigraphische, paläontologische und kartographische Beschreibungen, Vorgehensweisen und Namensgebungen zu vereinheitlichen. Dies war dringend notwendig, da geologische Schichten unterschiedlich angesprochen wurden und geologische Karten an Ländergrenzen nicht zusammenpassten, auch bedingt durch eine Vielzahl unterschiedlicher Koordinatensysteme, die zur Lagebeschreibung benutzt wurden. So gibt es heute z. B. eine abgestimmte Stratigraphische Nomenklatur der International Commission on Stratigraphy oder auch länderspezifische Ableger wie z. B. die Deutsche Stratigraphische Kommission.
Die Kongresse waren meist auch mit geologischen Exkursionen verbunden, die von den geologischen Vereinigungen der veranstaltenden Länder organisiert wurden und zu denen dann auch Exkursionsberichte veröffentlicht wurden.

## Internationale Geologenkongresse
Die IUGS gibt eine tabellarische Zusammenfassung der IGC bis 2012, Dokumente hierzu sind zu finden im Episodes-Journal of International Geoscience:
| Kongress Nr. | Jahr                | Ort              | IUGS-Episodes | Links  |
| ------------ | ------------------- | ---------------- | --- | ------ |
| 1            | 1878                | Paris            | The First International Geological Congress Paris, 1878* | [ 6 ]  |
| 2            | 1881                | Bologna          | The Second International Geological Congress, Bologna, 1881 |        |
| 3            | 1885                | Berlin           | The third International Geological Congress, Berlin (1885) |        |
| 4            | 1888                | London           | |        |
| 5            | 1891                | Washington D.C.  | The Fifth International Geological Congress, Washington, 1891                                                                                                  | [ 7 ]  |
| 6            | 1894                | Zürich           | The Sixth International Geological Congress: Zürich, 1894 |        |
| 7            | 1897                | Sankt Petersburg | Three sessions of the International Geological Congress held in Russia and the USSR (1897, 1937, 1984)                                                         |        |
| 8            | 1900                | Paris            | The VIII International Geological Congress, Paris 1900 |        |
| 9            | 1903                | Wien             | |        |
| 10           | 1906                | Mexiko-Stadt     | The 10th International Geology Congress, Mexico (1906) |        |
| 11           | 1910                | Stockholm        | Science and Honour: The 11th International Geological Congress in Stockholm 1910                                                                               |        |
| 12           | 1913                | Toronto          | The 12th International Geological Congress, Toronto, 1913 |        |
| 13           | 1922                | Brüssel          | |        |
| 14           | 1926                | Madrid           | The XIV International Geological Congress of 1926 in Spain |        |
| 15           | 1929                | Pretoria         | The 15th International Geological Congress, South Africa (1929): The Resurgence of Wegener’s Continental Drift Theory                                          |        |
| 16           | 1933                | Washington D. C. | The 16th International Geological Congress, Washington, 1933                                                                                                   | [ 8 ]  |
| 17           | 1937                | Moskau           | Three sessions of the International Geological Congress held in Russia and the USSR (1897, 1937, 1984)                                                         |        |
| 18           | 1948                | London           | The 18th International Geological Congress, Great Britain, 1948                                                                                                |        |
| 19           | 1952                | Algier           | The XIXth International Geological Congress, Algiers, 1952 |        |
| 20           | 1956                | Mexiko-Stadt     | The 20th International Geological Congress, Mexico (1956) |        |
| 21           | 1960                | Kopenhagen       | The 21st International Geological Congress, Norden 1960 |        |
| 22           | 1964                | New Delhi        | The 22nd International Geological Congress, New Delhi, 1964 |        |
| 23           | 1968                | Prag             | |        |
| 24           | 1972                | Montreal         | |        |
| 25           | 1976                | Sydney           | The 25th International Geological Congress, Sydney, Australia (1976)                                                                                           |        |
| 26           | 1980                | Paris            | The 26th International Geological Congress, Paris, 1980 |        |
| 27           | 1984                | Moskau           | International Geological Congress - Moscow, August 1984 Three sessions of the International Geological Congress held in Russia and the USSR (1897, 1937, 1984) |        |
| 28           | 1989                | Washington D. C. | The 28th International Geological Congress, Washington, 1989 28th International Geological Congress                                                            |        |
| 29           | 1992                | Kyoto            | Geology and our common future - Address by the IUGS President at the opening ceremony of the 29th International Geological Congress                            |        |
| 30           | 1996                | Peking           | |        |
| 31           | 2000                | Rio de Janeiro   | The 31st International Congress, Rio De Janeiro, Brazil 2000                                                                                                   |        |
| 32           | 2004                | Florenz          | It’s 126 years old, but it doesn’t look it: The 32nd International Geological Congress                                                                         |        |
| 33           | 2008                | Oslo             | The 33rd International Geological Congress, Oslo 2008 |        |
| 34           | 2012                | Brisbane         | Showcasing the geology, resources and innovative geoscience approaches “Downunder”: the 34 th International Geological Congress                                |        |
| 35           | 2016                | Kapstadt         | Its Time for Africa – The 35th International Geological Congress                                                                                               | [ 9 ]  |
| 36           | (2020 geplant) 2022 | New Delhi        | der für März 2020 geplante Kongress wurde wegen der COVID-19-Pandemie verschoben und fand als virtueller Kongress vom 20.–22. März 2022 statt                  | [ 10 ] |
| 37           | 2024                | Busan            | 5.–31. August 2024 | [ 11 ] |
| 38           | 2028                | Calgary          | Angekündigt für 12.–20. August 2028 unter dem Thema Geosciences for Humanity                                                                                   | [ 12 ] |